# Ikosihenagontal
Ikosihenagontal är en sorts figurtal som representerar en ikosihenagon. Det n:te ikosihenagontalet ges av formeln
{\displaystyle {\frac {19n^{2}-17n}{2}}}
De första ikosihenagontalen är:
0, 1, 21, 60, 118, 195, 291, 406, 540, 693, 865, 1056, 1266, 1495, 1743, 2010, 2296, 2601, 2925, 3268, 3630, 4011, 4411, 4830, 5268, 5725, 6201, 6696, 7210, 7743, 8295, 8866, 9456, 10065, 10693, 11340, 12006, 12691, 13395, 14118, … (talföljd A051873 i OEIS)